# 豊田栄 (無教会主義)
豊田 栄（とよだ さかえ、1891年3月3日 - 1966年4月19日）は、医師、英語講師、キリスト教無教会主義の新約聖書研究家。内村鑑三、塚本虎二に師事した。

## 略歴
1891年3月3日、医師である父・豊田貫一と母・豊田琴の5人兄弟の四男として出生した。志波尋常小学校に入学したのち転校し、吉井尋常高等小学校を卒業。明善中学校を卒業、熊本県の第五高等学校を卒業したのち上京、東京帝国大学医科大学を1917年7月に卒業した。その後約1年間を海軍軍医として勤務後、軍艦比叡に乗艦。1920年に和泉橋慈善病院の小児科医局員となる。
1923年1月、古田孝子と結婚。同年より、東京帝国大学薬理学教室で2年間研究に従事。1927年、本郷の宇都野小児科病院副院長に就任。同年に東京帝国大学から医学博士の学位を取得。1929年7月、麻布にて豊田小児科診療所を開設し、1943年10月まで臨床業務に従事した。
医師業務に従事する合間、1927年より内村鑑三に聖書を学び、1929年よりギリシャ語聖書研究会、ヘブライ語聖書研究会に入会し、内村没後は塚本虎二が主催する聖書研究会に入会した。
1943年に健康を害して小児科診療所を閉鎖したのち、聖書研究に専念する。1947年までギリシャ語聖書研究会の講師を担う傍ら、各地の大学で新約聖書の講義を行った。
1952年から1962年まで鷗友学園女子高等学校にて英語の授業を、同じく1952年から日本大学でキリスト教学の講師を担当した。

## 著書
- 『マルコ福音書註解』全62分冊、1966年～[7]
- 『マルコ福音書註解』、みすず書房、1984年[8]